# Nazionale maschile di hockey su ghiaccio dei Paesi Bassi
La nazionale di hockey su ghiaccio maschile dei Paesi Bassi (Nederlandse ijshockeyploeg) è controllata dalla Federazione di hockey su ghiaccio dei Paesi Bassi, la federazione olandese di hockey su ghiaccio, ed è la selezione che rappresenta i Paesi Bassi nelle competizioni internazionali di questo sport.